# Шулл, Аманда
Аманда Шулл (англ. Amanda Schull; род. 26 августа 1978, Гонолулу) — американская актриса и бывшая профессиональная балерина.

## Жизнь и карьера
Шулл родилась в Гонолулу и поступила в Индианский университет в Блумингтоне, чтобы изучать профессию балерины. В 1999 году она присоединилась к балетной труппе Сан-Франциско, а в 2000 году, в период обучения, сыграла главную роль в танцевальном кинофильме «Авансцена». Вплоть до 2006 года она работала в качестве балерины, а после ушла из труппы, чтобы начать карьеру телевизионной актрисы.
Начиная с 2008 года Шулл стала работать как телевизионная актриса, появляясь в таких сериалах как «Детектив Раш», «Кости» и «Два с половиной человека». Она сыграла главные роли в фильмах канала Lifetime «Войны в женской общаге», «Воображаемый друг» и «Охота на Лабиринта», а также имела второстепенные роли в сериалах «Холм одного дерева» и «Милые обманщицы». С 2013 по 2019 год играла роль Катрины Беннет в сериале USA Network «Форс-мажоры». В 2015 году она начала сниматься в сериале Syfy «12 обезьян», основанном на одноимённом фильме 1995 года.

## Личная жизнь
С 28 мая 2011 года Шулл замужем за Джорджем Уилсоном. У супругов есть сын — Джордж Патерсон Уилсон-шестой (род. 25 февраля 2020).

## Фильмография

### Фильмы
| Год  | Название на русском    | Название на английском        | Роль           | Примечания                |
| ---- | ---------------------- | ----------------------------- | -------------- | ------------------------- |
| 2000 | Авансцена              | Center Stage                  | Джоди Сойер    |                           |
| 2007 | Женщины сверху         | Women on Top                  | Бекка Кинг     |                           |
| 2009 | Последний танцор Мао   | Mao’s Last Dancer             | Элизабет Макки |                           |
| 2009 | Войны в женской общаге | Sorority Wars                 | Гвен           | Телефильм канала Lifetime |
| 2011 | Дж. Эдгар              | J. Edgar                      | Анита Колби    |                           |
| 2012 | Воображаемый друг      | Imaginary Friend              | Бриттани       | Телефильм канала Lifetime |
| 2013 | Охота на «Лабиринта»   | Hunt for the Labyrinth Killer | Шелби Андерсон | Телефильм канала Lifetime |
| 2013 | Договорённость         | The Arrangement               | Мэлоди         |                           |
| 2014 | Предатель              | Betrayed                      | Джули          |                           |
| 2016 | Я есть гнев            | I Am Wrath                    | Эбби           |                           |
| 2017 | Дьявольские врата      | Devil’s Gate                  | Агент Френсис  |                           |

### Телевидение
| Год       | Название на русском      | Название на английском | Роль                     | Примечания                                  |
| --------- | ------------------------ | ---------------------- | ------------------------ | ------------------------------------------- |
| 2008      | Чистильщик               | The Cleaner            | Эйлин                    | 1 эпизод                                    |
| 2008      | Детектив Раш             | Cold Case              | Элли                     | 1 эпизод                                    |
| 2009      | Говорящая с призраками   | Ghost Whisperer        | Эмили Харрис             | 1 эпизод                                    |
| 2008      | Обмани меня              | Lie to Me              | Фиби Хедлинг             | 1 эпизод                                    |
| 2010      | Кости                    | Bones                  | Невия Ларкин             | 1 эпизод                                    |
| 2009—2010 | Холм одного дерева       | One Tree Hill          | Сара Эванс / Кэти Райан  | Второстепенная роль, 12 эпизодов            |
| 2010—2013 | Милые обманщицы          | Pretty Little Liars    | Мередит Соренсон         | Второстепенная роль (сезоны 1—3) 7 эпизодов |
| 2011      | Гавайи 5.0               | Hawaii Five-0          | Николь Дункан            | 2 эпизода                                   |
| 2011      | Касл                     | Castle                 | Джой                     | 1 эпизод                                    |
| 2012      | Два с половиной человека | Two and a Half Men     | Алисия                   | 1 эпизод                                    |
| 2012      | Ясновидец                | Psych                  | Теа Саммерс / Далия Таун | 1 эпизод                                    |
| 2012      | Гримм                    | Grimm                  | Люсинда Джарвис          | 1 эпизод                                    |
| 2012      | Менталист                | The Mentalist          | Марси Виктор             | 1 эпизод                                    |
| 2012      | Вегас                    | Vegas                  | Кэрол Рейес              | 1 эпизод                                    |
| 2013      | Композиция               | The Arrangement        | Мелоди                   | Пилот                                       |
| 2013      | Никита                   | Nikita                 | Наоми                    | 1 эпизод                                    |
| 2013—2019 | Форс-мажоры              | Suits                  | Катрина Беннет           | Второстепенная роль, позже регулярная       |
| 2014      | Пригород                 | Suburgatory            | Линда                    | 1 эпизод                                    |
| 2015      | 12 обезьян               | 12 Monkeys             | Кассандра Райли          | Регулярная роль                             |